# The Highlanders (catch)
Pour les articles homonymes, voir The Highlanders (homonymie).
Palmarès
LCW Heavyweight Championship (1 fois) – Robbie
MaxPro Triple Crown Championship (1 fois) – Robbie
 NSPW Tag Team Championships (3 fois)
CWI Tag Team Championships (1 fois)
TWA Championship (1 fois) - Robbie
The Highlanders est une équipe de catcheurs écossais composée de Robbie McAllister et Rory McAllister présentés comme frères, installés au Canada depuis 1988.

## Membres
L'équipe est formée par Russell Murray et Derek Graham-Couch, deux écossais qui incarnent respectivement Rory et Robbie McAllister. Ils sont tous deux entraînés au Canada par Waldo Von Erich (en). Ils commencent par lutter ensemble au début des années 2000 dans des petites fédérations des États-Unis et du Canada.

## Carrière

### World Wrestling Entertainment

#### Ohio Valley Wrestling (2005-2006)
Au cours d'un spectacle de catch au Massachusetts, Rory et Robbie McAllister rencontrent Tom Prichard, un des recruteurs et entraîneur à la World Wrestling Entertainment (WWE). Prichard les recommande ce qui permet aux Highlanders de faire dans un premier temps quelques combats de catch avant de leur faire signer un contrat avec la WWE en 2005.

#### Heat et Raw (2006-2008)
Ils débutent à Heat en mai 2006 avant de passer à RAW où ils battront Matt Striker et Rob Conway. Après seulement 2 semaines, ils sont dans la course aux titres qu'obtiennent la Spirit Squad. Ils ne réussissent pas à l'obtenir à Unforgiven 2006. À Cyber Sunday 2006 ils perdent un Texas Tornado match face à Lance Cade et Trevor Murdoch, Charlie Haas et Viscera et Cryme Tyme, remporté pas ces derniers.
En janvier 2007, ils participent à un Tag Team Turmoil match à New Year's Revolution 2007 face à The World's Greatest Tag Team (Shelton Benjamin & Charlie Haas), Jim Duggan et Super Crazy, Lance Cade et Trevor Murdoch et Cryme Tyme, remporté pas ces derniers.
Ils entrent à nouveau en course pour le titre en juillet 2007 et rivalise avec les équipes comme Lance Cade et Trevor Murdoch et Paul London et Brian Kendrick.
Le 11 aout 2008 ils sont battus par Cryme Tyme.Le 15 août 2008, la WWE met fin à leurs contrats.

### Circuit indépendant (2008-2009)
Fin 2008 et en 2009, ils travaillent sur le circuit indépendant notamment à la Border City Wrestling.

## Palmarès
- Border City Wrestling
  - 1 fois BCW Can-Am Heavyweight Championship - Robbie
- Championship Wrestling International
  - 1 fois CWI Tag Team Championships
- Great Canadian Wrestling
  - 1 fois GCW Canadian Championship - Robbie
- Legend City Wrestling
  - 1 fois LCW Heavyweight Championship - Robbie
- Maximum Pro Wrestling
  - 1 fois MaxPro Triple Crown Championship - Robbie
- Neo Spirit Pro Wrestling
  - 3 fois NSPW Tag Team Championships
- TWA Powerhouse
  - 1 fois TWA Championship - Robbie